# Marko Grace
Marko Grace (ur. 9 września 1988 w Mariborze) – słoweński wioślarz.

## Osiągnięcia
- Mistrzostwa Świata U-23 – Glasgow 2007 – czwórka bez sternika – 13  miejsce[1].
- Mistrzostwa Europy – Poznań 2007 – dwójka bez sternika – 7. miejsce[1].
- Mistrzostwa Świata U-23 – Račice 2009 – czwórka bez sternika – 6  miejsce[1].
- Mistrzostwa Europy – Brześć 2009 – czwórka bez sternika – 8. miejsce[1].
- Mistrzostwa Europy – Montemor-o-Velho 2010 – czwórka bez sternika – 11. miejsce[1].